# Бладгейт
Бладгейт (англ. Bloodgate), буквально «кровяной скандал» или «кровавый скандал» — инцидент в регбийном матче европейского Кубка Хейнекен между английским клубом «Харлекуинс» и ирландским клубом «Ленстер», прошедшем 12 апреля 2009 года в Лондоне. В матче игроки «Харлекуинс» попытались сделать замену из-за кровотечения у одного из игроков, однако позже выяснилось, что у «пострадавшего» на теле была бутафорская кровь. Этот скандал считается одним из крупнейших в истории регби с момента профессионализации этого спорта с середины 1990-х годов, с подачи журналистов он получил название «Бладгейт».

## Матч

### Краткие результаты
| 12 апреля 2009 года 15:00 (UTC+0) | \| Харлекуинс \| 5:6 Отчёт \| Ленстер \| \| Браун 65' · Малоун 66' \| Голы \| Контепоми 15', 39' \| | Туикенем Ступ, Лондон Зрителей: 12638 Судья: Найджел Оуэнс |
| Харлекуинс                        | 5:6 Отчёт                                                                                           | Ленстер                                                    |
| Браун 65' · Малоун 66'            | Голы                                                                                                | Контепоми 15', 39'                                         |

### Скандал
На 72-й минуте матча вингер «Харлекуинс» Том Уильямс покинул поле, сославшись на кровотечение. Его в экстренном порядке заменил Ник Эванс, ранее уже заменённый на 47-й минуте Крисом Малоуном по тактическим соображениям. Тем не менее, это не помогло клубу спасти матч, и «Ленстер» выиграл со счётом 6:5, выйдя в полуфинал Кубка Хейнекен и в итоге одержав там победу. Регбийный союз Англии и European Rugby Cup (управляющая организация Кубка Хейнекен) занялись расследованием инцидента и выяснили, что кровотечение Уильямса было сымитировано за счёт бутафорской крови и что подобный «трюк» клуб повторял и в прошлых встречах минимум четыре раза.

## Последствия

### Наказания
За попытку введения в заблуждение зрителей и судей клуб получил серию наказаний. Так, на один год дисквалификации первоначально был дисквалифицирован Том Уильямс, однако за сотрудничество со следствием и после апелляции ему сократили срок до 4 месяцев. Тренер клуба Дин Ричардс был дисквалифицирован на три года и отстранён от любой тренерской деятельности. Физиотерапевт Стивен Бреннан получил дисквалификацию на два года. Клуб же был оштрафован на 260 тысяч фунтов стерлингов.
Врач регбийного клуба Венди Чапман по решению Генерального медицинского совета предстала перед судом за дисциплинарное нарушение, поскольку порезала губу Уильямсу, чтобы скрыть факт использования капсул с бутафорской кровью, что расценивалось как подрыв доверия к профессии. В итоге суд ограничился только вынесением предупреждения Чапман, но не лишил её права заниматься медицинской деятельностью.

### Отставки и перестановки
В отставку подал президент клуба Чарльз Джиллингз. Команду грозились снять с еврокубков, однако 2 сентября 2009 года European Rugby Cup приняла решение не дисквалифицировать клуб. Исполнительный директор клуба Марк Эванс позже заявил, что этот скандал будут ещё долго помнить болельщики и игроки:

Было бы слишком наивным для Вас думать, что Бладгейт полностью исчезнет. Такие вещи не исчезают, а становятся частью истории и, как хорошие или плохие сезоны, остаются на страницах летописи любого клуба.
Оригинальный текст (англ.)You would be incredibly naive to think (the Bloodgate stigma) will ever disappear completely. Things like that don't. They become part of history and, like good or bad seasons, are woven into the fabric of any club.

Ричардса признали виновным как зачинщика подобной идеи, причастного к использованию бутафорской крови в матче против «Ленстера». Международный совет регби заявил, что за подобные меры впредь наказываться будет любой клуб в мире и любая сборная.